# ادوین بالنسیا
ادوین بالنسیا (اسپانیایی: Edwin Valencia‎؛ زاده ۲۹ مارس ۱۹۸۵) یک بازیکن فوتبال اهل کلمبیا است.

## تیم ملی
وی همچنین در تیم ملی فوتبال کلمبیا بازی کرده‌است.